# Ana Castela
Ana Flávia Castela (Amambai, 16 de noviembre de 2003) es una cantante, compositora e instrumentista brasileña. Ana se hizo conocida por la canción "Pipoco", lanzada en sociedad con la también cantante Melody y el músico DJ Chris no Beat.

## Biografía

### Comienzo de vida
Nacida en la ciudad de Amambai (MS), se crio en la vecina Sete Quedas (MS), en la frontera con Paraguay. y en la ciudad de Pindoty Porã de Paraguay

## Carrera
A Ana Castela siempre le gustó cantar y, en enero de 2021, se lanzó profesionalmente como cantante, a través del sencillo “Boiadeira”, canción que le valió el apodo que da nombre a la canción.
Aún en 2021, se muda a Londrina, Paraná, debido a su carrera.
Ana Castela también se hizo famosa por sus videos con coreografías y juegos que se viralizaron en las redes sociales.
En 2022, junto con la cantante Melody, ingresaron al ranking mundial de Spotify en el top 200 con la canción "Pipoco", que ocupó el primer lugar en Spotify Brasil. En el mismo año, el cantante Zé Felipe anunció una sociedad con Castela.

## Premios y nominaciones
| Año  | Otorgar                                     | Categoría          | Envase    | Resultado | Referencias   |
| ---- | ------------------------------------------- | ------------------ | --------- | --------- | ------------- |
| 2022 | Premio Multiespectáculo de Música Brasileña | Revelación del año | Venezuela | Ganadora  | [ 12 ] [ 13 ] |
| 2024 | Kids' Choise Awards México                  | Artista brasileno  | México    | Nominada  | [ 14 ]        |

## Discografía

### Singles

#### Como artista principal
| Año  | Sencillo                                                    | Álbum |
| ---- | ----------------------------------------------------------- | ----- |
| 2021 | "Boiadeira"                                                 | —     |
| 2021 | "Chama" (part. Luan Pereira)                                | —     |
| 2021 | "As Brutas do Agro" (part. Antoniela Bigatão)               | —     |
| 2021 | "As Meninas da Pecuária" (part. Léo e Raphael)              | —     |
| 2022 | "Pipoco" (part. Melody e DJ Chris no Beat)                  | —     |
| 2022 | "Clima de Rodeio" (part. DJ Chris no Beat)                  | —     |
| 2022 | "Juliet e Chapelão" (part. Luan Pereira e DJ Chris no Beat) | —     |

#### Como artista invitada
| Año  | Único                                                            | Álbum              |
| ---- | ---------------------------------------------------------------- | ------------------ |
| 2022 | "Ô Lá Na Roça" (Felipe & Murillo feat. Ana Castela)              | —                  |
| 2022 | "Casalzão" (Hugo & Heitor feat. Ana Castela)                     | —                  |
| 2022 | "Bombonzinho" (Israel & Rodolffo feat. Ana Castela)              | Let's.Bora, Vol. 1 |
| 2022 | "Roça Em Mim" (Zé Felipe feat. Ana Castela e Luan Pereira)       | —                  |
| 2022 | "Eu Sem Você Não Dá" (César Menotti & Fabiano feat. Ana Castela) | —                  |